# Abeniuska villan

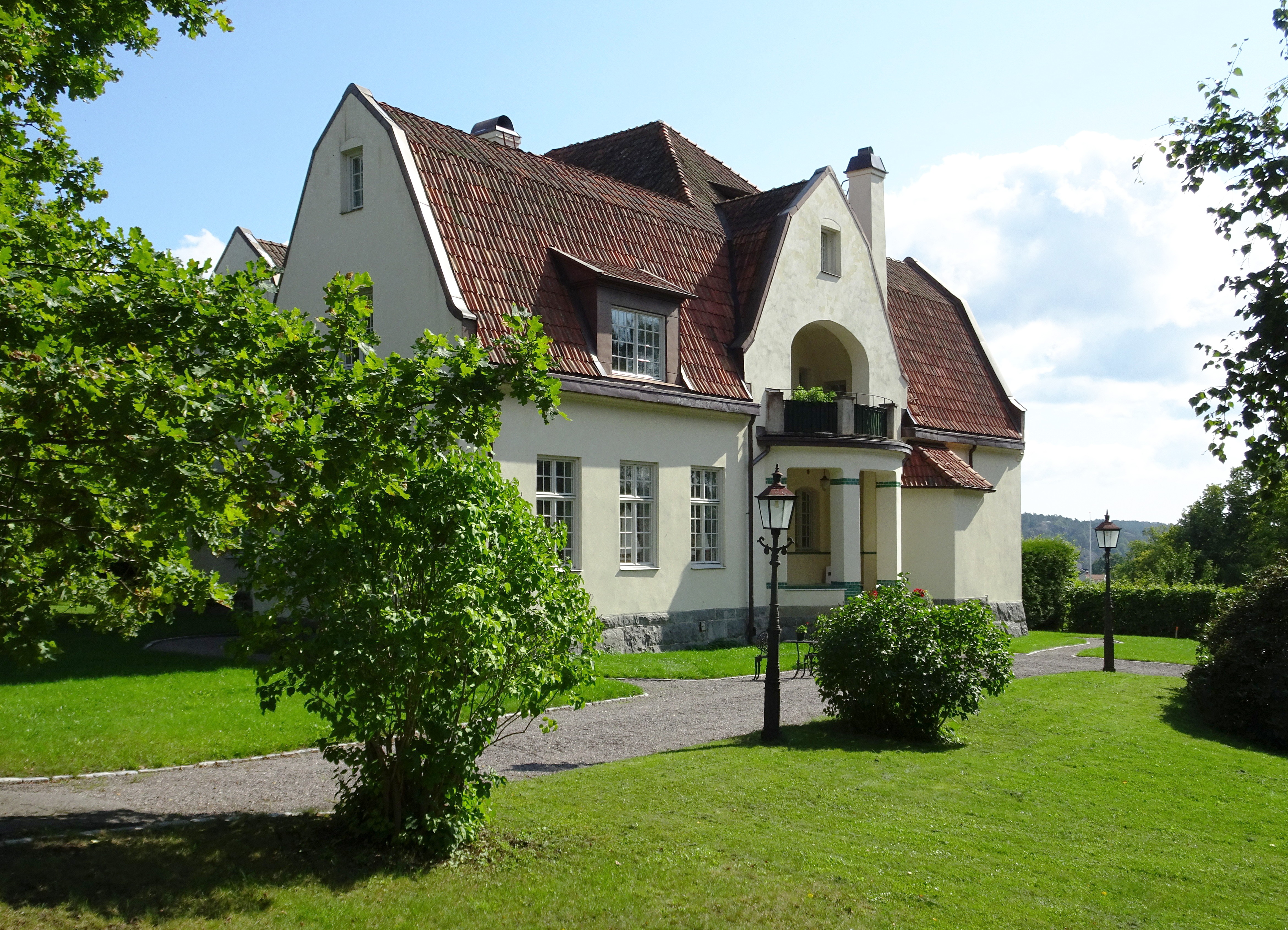
Abeniuska Villan, augusti 2021.

Abeniuska villan (även kallad Ljungströmshof) ligger vid Östra allén 6 i kommundelen Brevik i Lidingö kommun. Huset uppfördes 1910 för Allan Abenius efter ritningar av arkitekterna Ferdinand Boberg och Bror Almquist. Fastigheten Vetet 10 har av Stockholms läns museum klassats som kulturhistoriskt ”omistligt”.

## Bakgrund
Byggherre för den efter honom uppkallade villan var affärsmannen Allan Abenius som 1907 grundade Fastighets AB Lidingö-Brevik med uppgift att exploatera Breviks gårds gamla ägor för villabebyggelse. På detta attraktiva hörn av Lidingön planerade han ”den vita villastaden vid segelleden”. Hit flyttade välbärgade Stockholmare, bland dem konstnärerna Otto Gripensvärd och Klas Fåhraeus och ingenjören Gustaf L.M. Ericsson. Deras villor representerar idag höga kulturvärden. En av de första nybyggarna var Abenius.

## Historik

### Byggnadsbeskrivning

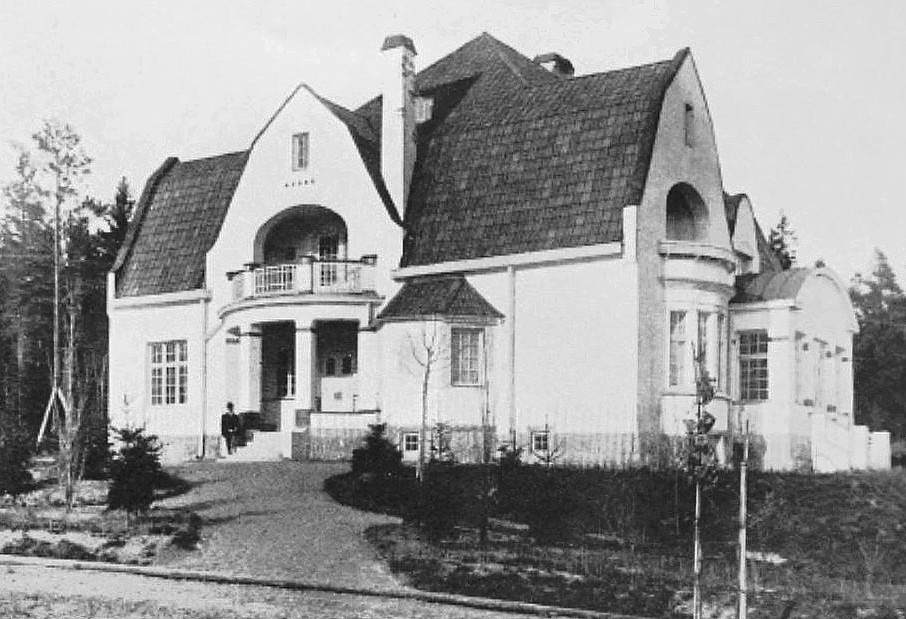
Abenius på trappan 1910.

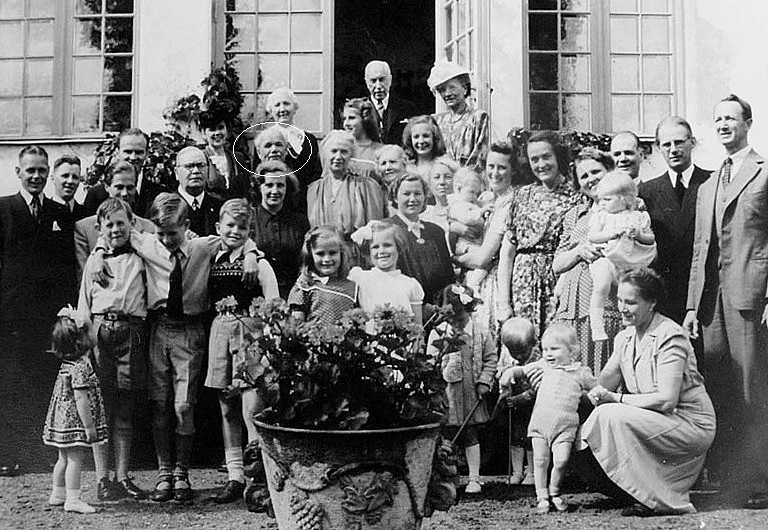
Ljungströms 70-årsdag, 1945.

År 1910 flyttade Abenius in i sin nybyggda, praktfulla och barockinspirerade jugendvilla vid nuvarande Östra Allén 6, där den fortfarande står. Villan placerades på en höjd strax öster om Breviks huvudbyggnad med vidsträckt utsikt över Breviksängarna och den stora segelleden, Lilla Värtan och Halvkakssundet. Byggnaden ritades av arkitekterna Ferdinand Boberg och Bror Almquist på uppdrag av Abenius. Bygget skedde innan Lidingöbanan förlängdes till Brevik 1914; därför fick allt byggmaterial fraktas ut på annat sätt, huvudsakligen sjövägen. Väggarna byggdes upp i tegel, som man tror hämtades från Abenius eget tegelbruk i Södertälje-trakten. Fasaderna är putsade och avfärgade i benvit kulör. Fönstren utfördes småspröjsade.
Byggnaden består av flera volymer med olika höjd, flera höga skorstenar och indragna balkonger. Källaren utfördes i huggen sten och taket belades med tvåkupigt taktegel och har branta, brutna fall. Entrén accentuerades av en halvrund, pelarburen altan med inläggningar av grönt glaserat kakel. Villan inrymde 14 rum på totalt 450 m². Enbart matsalen omfattade 55 m² och gav plats åt 40 middagsgäster. I villans trädgård växte sällsynta trädslag som silvergran, svarttall och blodlönn, men även svenska lövträd som ek, poppel, pil, hägg och glasbjörk. Infarten från Östra Allén flankeras av två senare tillkomna garagebyggnader gestaltade i samma stil som huvudbyggnaden.

### Ljungströmshof
År 1925 förvärvade uppfinnaren och ingenjören Fredrik Ljungström Abenius villa, som då döptes om till Ljungströmshof. Under hans tid tillkom en egen uppfinnarverkstad längre ner på den stora tomten. Ljungström lät även bygga till villan genom att bland annat förlänga matsalen, herrummet vid entrén samt sovrummet ovanför. Till Ljungströms 70-årsdag den 16 juni 1945 samlades släkt och vänner i villan. Från tillfället existera även ett fotografi där gästerna samlats framför huset. Bland gästerna märks den då 15-åriga Inger Grimlund som är Ljungströms barnbarn.
År 1946 tillträdde direktör Folin som ny ägare. Efter hans bortgång hyrdes villan ut under flera år till ett bostadskollektiv och underhållet av byggnaden blev kraftigt eftersatt. Misslyckade renoveringar förvärrade skadorna, bland annat hade fasadputsen lagats med cementbruk och målats med plastfärg varefter putsen lossnade i stora sjok.

### Bostadsrättsförening
År 2004 inleddes en omfattande restaurering och ombyggnad av villan till sitt ursprungliga skick under dess nya ägare Birgitta Bjurhaper. Husets tekniska installationer som centralvärme, vatten och avlopp samt elektricitet förnyades från grunden. Därefter delades den stora bostadsytan i fyra lägenheter om 1 rok (1 st), 4 rok (1 st) och 5 rok (2 st) vilka ägs av bostadsrättsföreningen Vetet 10 som bildades 2006.

### Nutida bilder

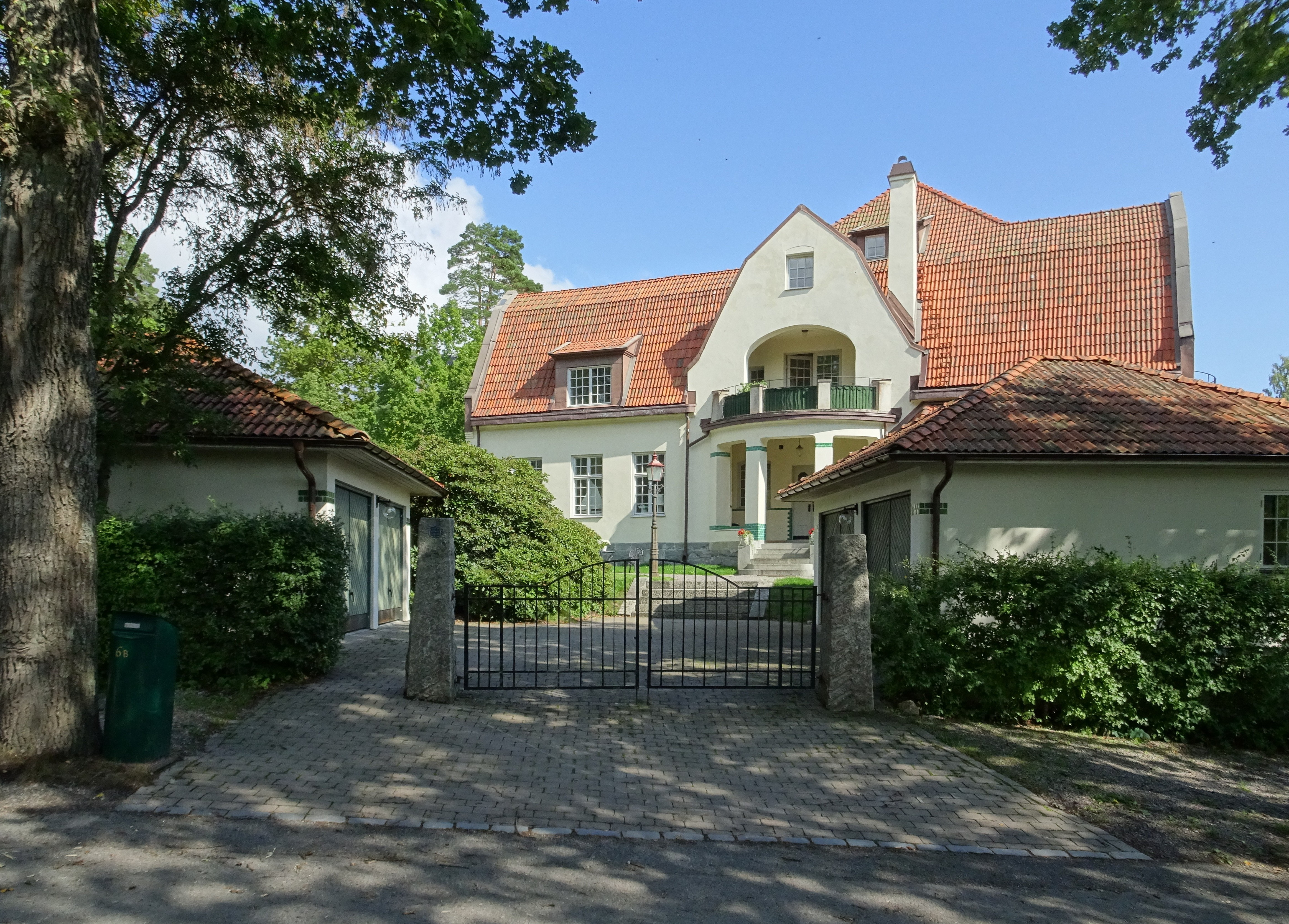
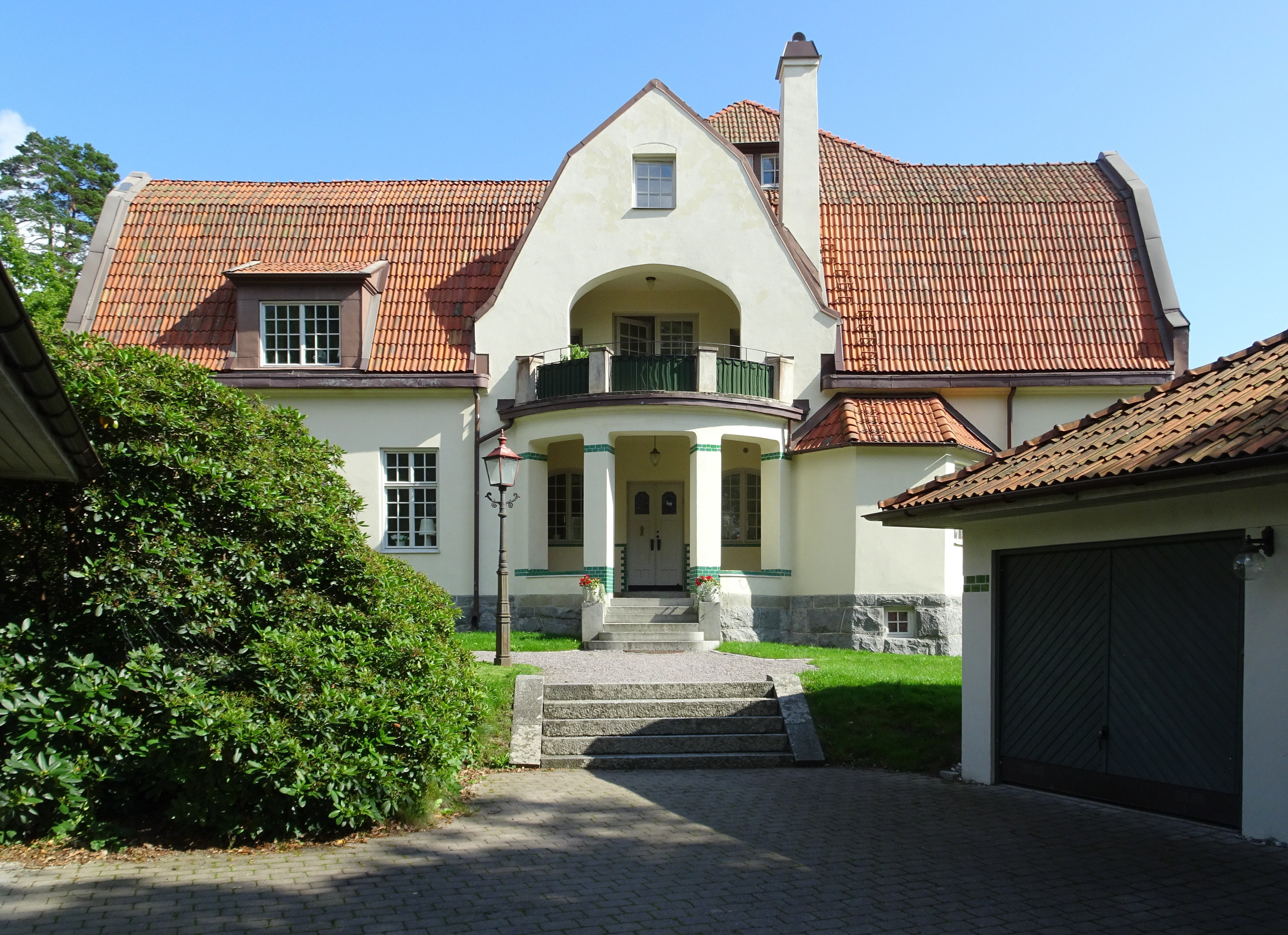
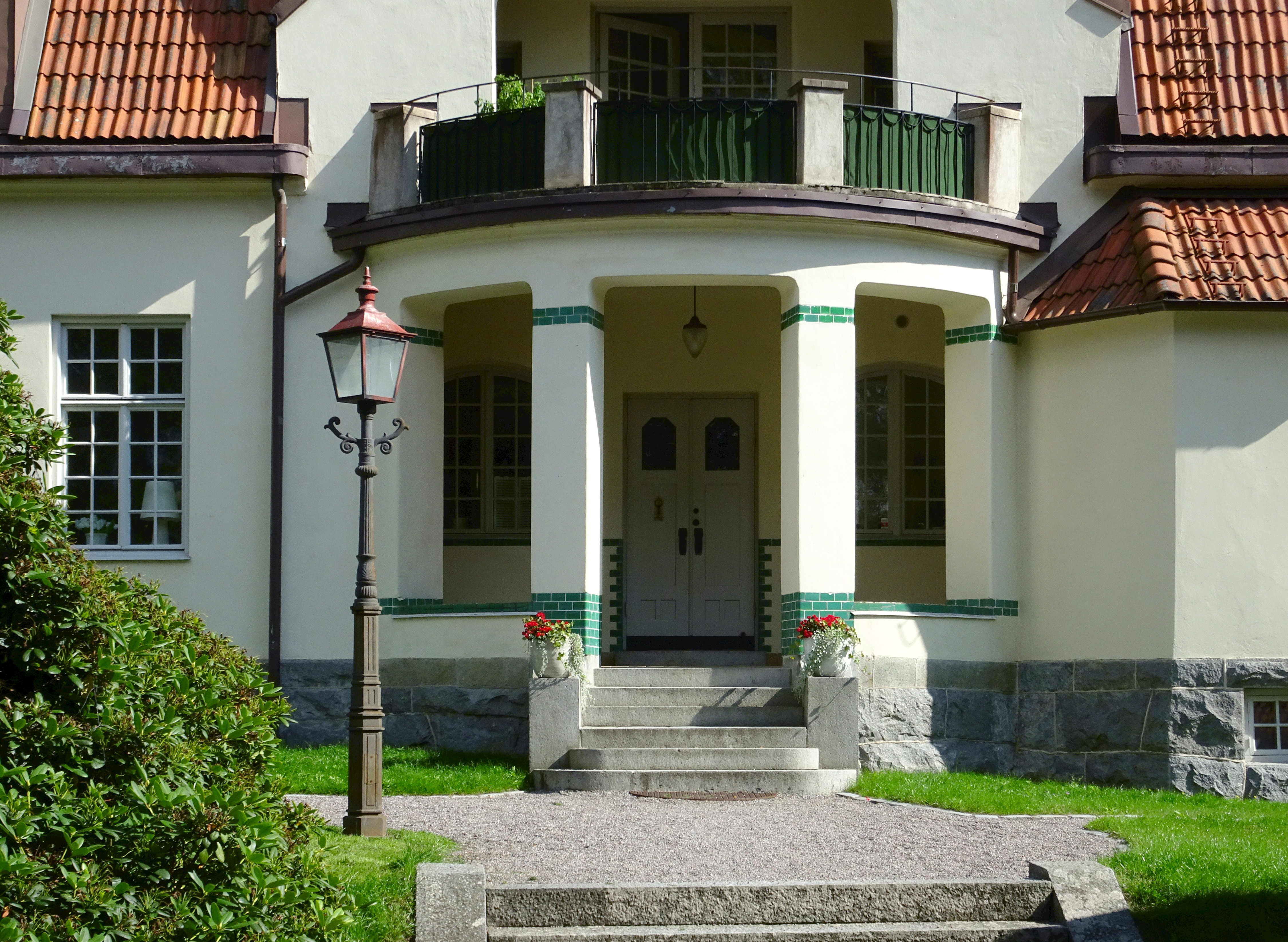
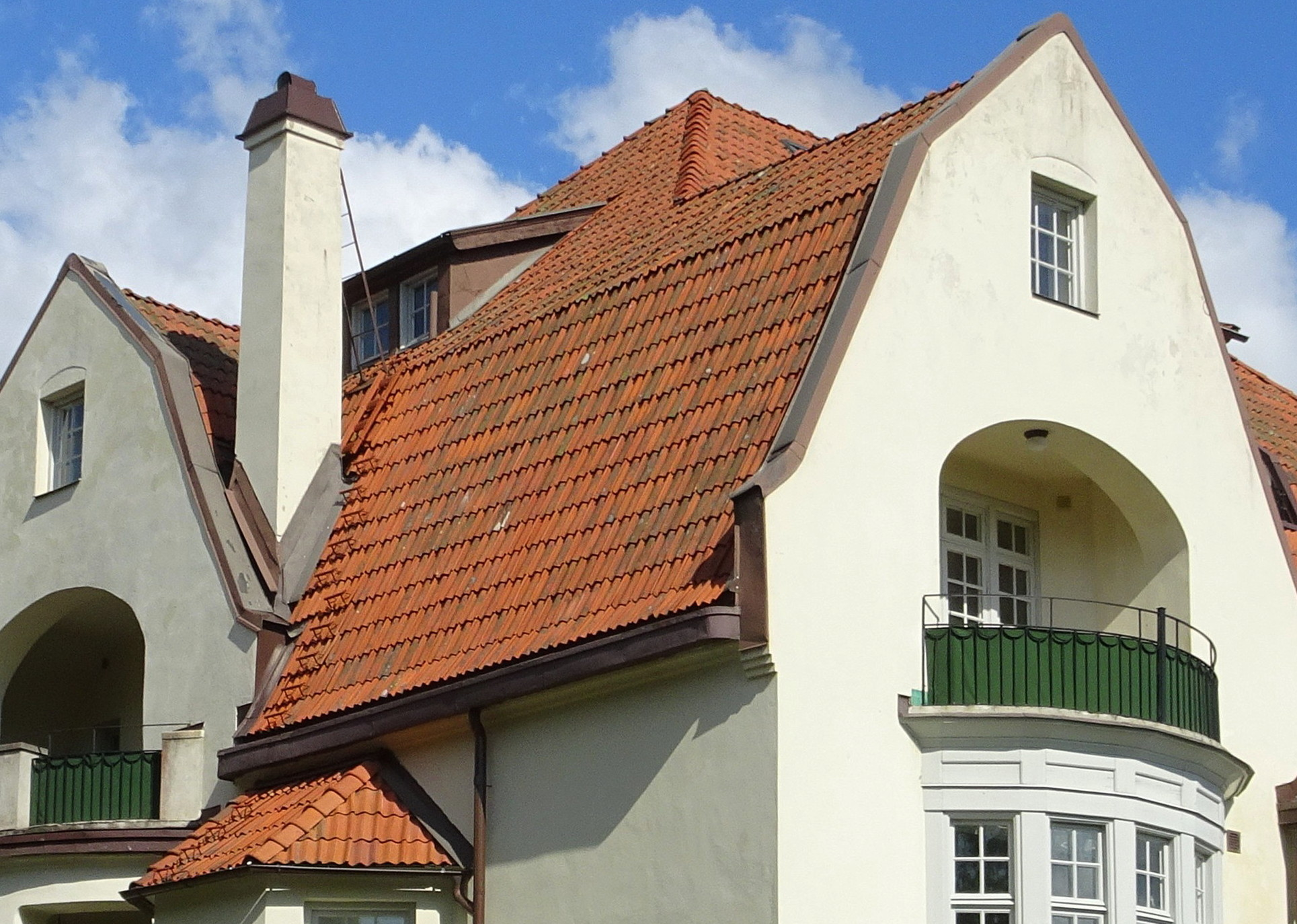

## Kulturhistoriskt intressanta villor i närheten
- Villa Brevik
- Villa Ericsson
- Villa Fåhraeus
- Villa Högudden
- Villa Klippudden
- Villa Sjöstigen